# Liga Grega de Basquetebol de 2020–21
A Liga Grega de Basquetebol de 2020-21 foi a 81ª edição da máxima competição grega de basquetebol masculino, sendo a 28ª edição organizada pela Associação Helênica de Clubes (em grego:  Ελληνικός Σύνδεσμος Ανωνύμων Καλαθοσφαιρικών Εταιρειών, ΕΣΑΚΕ). A equipe do Panathinaikos Superfooods Atenas é o atual campeão e historicamente o maior campeão grego.

## Equipes Participantes
Após o término da época 2019-20, Ifaistos Limnou e Rethymno Cretan Kings alegaram problemas financeiros e optaram por não disputar a liga nesta temporada. A equipe do Charilaos Trikoupis que liderou a segunda divisão, completa as treze equipes que disputam essa temporada.
| Equipe              | Localização     | Arena                         | Capacidade |
| ------------------- | --------------- | ----------------------------- | ---------- |
| AEK                 | Marusi (Atenas) | OAKA                          | 18.500     |
| Aris                | Salonica        | Nick Galis Hall               | 5.138      |
| Ionikos             | Nikaia          | Nikaias Platonas Indoor       | 1.200      |
| Iraklis             | Salonica        | Ivanofeio Sports Arena        | 2.500      |
| Kolossos            | Rodes           | Venetoklio Indoor Hall        | 1.242      |
| Larisa              | Larissa         | Larissa Neapolis Indoor Arena | 4.000      |
| Lavrio              | Lavrio          | Lavrio Indoor Hall            | 1.700      |
| Panathinaikos       | Marusi (Atenas) | OAKA                          | 18.500     |
| PAOK                | Salonica        | Paok Sports Arena             | 8.162      |
| Peristeri           | Peristeri       | Arena Peristeri               | 4.000      |
| Promitheas Patras   | Patras          | Dimitris Tofalos Arena        | 4.150      |
| Charilaos Trikoupis | Patras          | Dimitris Tofalos Arena        | 4.150      |

## Formato de Competição
Disputa-se Temporada Regular com as equipes enfrentando-se em casa e fora de casa, apurando os dois melhores que se classificam diretamente para os playoffs semifinais, os terceiro e quarto colocados para as quartas de finais e do quinto ao oitavo colocados para a primeira fase de playoffs.

## Primeira Fase

### Calendário Temporada Regular
| Casa\Visitante      | AEK   | ARI   | CHA    | ION   | IRA    | KOL   | LAR   | LAV    | PTK    | PAO   | PER   | PAT   |
| ------------------- | ----- | ----- | ------ | ----- | ------ | ----- | ----- | ------ | ------ | ----- | ----- | ----- |
| AEK                 |       | 84-67 | 98-76  | 81-74 | 100-97 | 89-72 | 87-68 | 94-97  | 95-104 | 76-56 | 91-59 | 75-82 |
| Aris                | 68-73 |       | 77-48  | 74-62 | 81-75  | 74-84 | 70-52 | 89-94  | 75-93  | 71-77 | 71-84 | 94-83 |
| Charilaos Trikoupis | 66-87 | 73-70 |        | 79-66 | 68-71  | 87-77 | 79-77 | 75-79  | 66-73  | 69-84 | 63-70 | 82-88 |
| Ionikos             | 68-81 | 68-64 | 100-85 |       | 67-77  | 86-85 | 83-76 | 88-89  | 53-79  | 83-84 | 75-80 | 86-77 |
| Iraklis             | 72-79 | 54-76 | 100-78 | 75-78 |        | 66-65 | 73-69 | 60-77  | 66-100 | 75-57 | 71-75 | 85-90 |
| Kolossos            | 79-72 | 83-72 | 66-77  | 94-74 | 84-61  |       | 90-64 | 77-62  | 82-95  | 84-85 | 80-65 | 79-84 |
| Larisa              | 76-75 | 84-88 | 84-58  | 76-97 | 80-76  | 82-73 |       | 58-66  | 89-98  | 88-91 | 78-98 | 85-81 |
| Lavrio              | 78-70 | 92-71 | 87-70  | 81-91 | 105-77 | 83-77 | 81-75 |        | 92-82  | 84-77 | 88-71 | 75-72 |
| Panathinaikos       | 80-75 | 94-72 | 102-68 | 98-74 | 106-74 | 90-67 | 69-60 | 105-69 |        | 96-67 | 76-57 | 78-80 |
| PAOK                | 85-87 | 75-64 | 96-87  | 86-84 | 79-72  | 82-74 | 91-93 | 83-65  | 68-74  |       | 85-66 | 81-78 |
| Peristeri           | 62-66 | 82-65 | 84-72  | 86-70 | 70-79  | 84-81 | 82-78 | 70-78  | 68-74  | 76-67 |       | 70-73 |
| Promitheas Patras   | 80-78 | 90-69 | 84-68  | 82-72 | 85-61  | 69-67 | 81-63 | 90-88  | 61-83  | 83-80 | 75-58 |       |

### Classificação Fase Regular
| Pos. | Clube               | P  | J  | V-D     | Casa   | Fora   | P+ -P-      | SP   | Classificação |
| ---- | ------------------- | -- | -- | ------- | ------ | ------ | ----------- | ---- | ------------- |
| 1    | Panathinaikos       | 42 | 22 | 20 - 2  | 10 - 1 | 10 - 1 | 1949 - 1578 | 371  | Playoffs      |
| 2    | Lavrio              | 39 | 22 | 17 - 5  | 10 - 1 | 7 - 4  | 1810 - 1722 | 88   | Playoffs      |
| 3    | Promitheas Patras   | 38 | 22 | 16 - 6  | 10 - 1 | 6 - 5  | 1768 - 1677 | 91   | Playoffs      |
| 4    | AEK                 | 36 | 22 | 14 - 8  | 8 - 3  | 6 - 5  | 1813 - 1666 | 147  | Playoffs      |
| 5    | PAOK                | 35 | 22 | 13 - 9  | 8 - 3  | 5 - 6  | 1736 - 1729 | 7    | Playoffs      |
| 6    | Peristeri           | 33 | 22 | 11 - 11 | 6 - 5  | 5 - 6  | 1615 - 1634 | -19  | Playoffs      |
| 7    | Kolossos            | 30 | 22 | 8 - 14  | 7 - 4  | 1 - 10 | 1720 - 1703 | 17   | Playoffs      |
| 8    | Ionikos             | 30 | 22 | 8 - 14  | 5 - 6  | 3 - 8  | 1699 - 1789 | -90  | Playoffs      |
| 9    | Aris                | 29 | 22 | 7 - 15  | 5 - 6  | 2 - 9  | 1622 - 1704 | -82  |               |
| 10   | Iraklis             | 29 | 22 | 7 - 15  | 4 - 7  | 3 - 8  | 1617 - 1769 | -152 |               |
| 11   | Larisa              | 28 | 22 | 6 - 16  | 5 - 6  | 1 - 10 | 1633 - 1785 | -152 | Rebaixados    |
| 12   | Charilaos Trikoupis | 27 | 22 | 5 - 17  | 4 - 7  | 1 - 10 | 1594 - 1820 | -226 | Rebaixados    |

## Playoffs

#### Quartas de final
| Time 1            | Série | Time 2    | 1º Jogo  | 2º Jogo | 3º Jogo |
| ----------------- | ----- | --------- | -------- | ------- | ------- |
| Panathinaikos     | 2 - 0 | Ionikos   | 102 - 64 | 90 - 61 | -       |
| AEK               | 2 - 1 | PAOK      | 102 - 89 | 73 - 81 | 87 - 81 |
| Lavrio            | 2 - 0 | Kolossos  | 87 -68   | 88 - 84 | -       |
| Promitheas Patras | 2 - 1 | Peristeri | 66 - 83  | 90 - 79 | 86 - 58 |

#### Semifinal
| Time 1        | Série | Time 2            | 1º Jogo | 2º Jogo | 3º Jogo    | 4º Jogo | 5º Jogo |
| ------------- | ----- | ----------------- | ------- | ------- | ---------- | ------- | ------- |
| Panathinaikos | 3 - 1 | AEK               | 78 - 72 | 80 - 92 | 94 - 83    | 78-71   | -       |
| Lavrio        | 3 - 2 | Promitheas Patras | 79 - 86 | 66 - 68 | 85-79(pro) | 92-77   | 81 - 74 |

#### Decisão de terceiro lugar
| Time 1 | Série | Time 2            | 1º Jogo | 2º Jogo | 3º Jogo | 4º Jogo | 5º Jogo |
| ------ | ----- | ----------------- | ------- | ------- | ------- | ------- | ------- |
| AEK    | 3 - 1 | Promitheas Patras | 73 - 77 | 113-101 | 81-80   | 95 - 72 | -       |

#### Final
| Time 1        | Série | Time 2 | 1º Jogo | 2º Jogo  | 3º Jogo | 4º Jogo | 5º Jogo |
| ------------- | ----- | ------ | ------- | -------- | ------- | ------- | ------- |
| Panathinaikos | 3 - 1 | Lavrio | 100-72  | 89-94 OT | 103-74  | 82 - 66 | -       |

### Premiação
| Liga Grega de 2020-21    |
| ------------------------ |
| Panathinaikos 39º Título |

## Clubes gregos em competições internacionais
| Clube             | Competição        | Resultado                                                    |
| ----------------- | ----------------- | ------------------------------------------------------------ |
| Olympiacos        | EuroLiga          | Eliminado na temporada regular na 16ª posição (11v-23d)      |
| Panathinaikos     | EuroLiga          | Eliminado na temporada regular na 12ª posição (16v-18d)      |
| Promitheas Patras | EuroCopa          | Eliminado fase de grupos (6º Gr. D com 2v - 8d)              |
| AEK Atenas        | Liga dos Campeões | Eliminado no TOP 16 (3º Gr. K com 3v - 3d)                   |
| Iraklis           | Liga dos Campeões | Elimina fase classificatória para Keravnos (94-96)           |
| Peristeri         | Liga dos Campeões | Eliminado fase de grupos (3º Gr. E com 2v - 4d)              |
| Iraklis           | Copa Europeia     | Eliminado nas quartas de finais por Ironi Nes Ziona (80-105) |